# Honour
Honour ist ein Begriff aus dem englischen Recht und bezeichnete die Herrschaft eines Landesherrn über mehrere Rittergüter (engl. manors).
Diese Form der Grundherrschaft ging zurück auf die Angelsachsen, bei denen die Gerichtsbarkeit häufig über mehrere benachbarte Anwesen zusammen ausgeübt wurde. 
Mit der umfassenden Bodenreform nach der normannischen Eroberung Englands 1066 verfestigte sich dieses System, indem Wilhelm der Eroberer die englischen Grundbesitzer enteignete und das Land an seine Gefolgsleute vergab. Der Besitz eines einzelnen Herren, der aus mehreren, zum Teil Hunderten von Grundherrschaften bestand, wurde in Anlehnung an den Belohnungscharakter Honour (deutsch ‚Ehre‘) genannt und später im Domesday Book erfasst. Die neuen Besitzer dienten Wilhelm nach dem Vorbild des kontinentalen Lehnswesens als Grundherren und loyale Soldaten.
Um das Entstehen von Fürstentümern zu verhindern, waren die Honours über das gesamte Land verteilt. Eine typische Honour bestand somit aus Gütern, die über mehrere Shires verteilt waren, war mit Besitz von anderen Herren durchsetzt, wobei allerdings üblicherweise ein Gebiet existierte, in dem sich ein Teil der Güter konzentrierte. Hier lag dann das caput honoris (lateinisch ‚Haupt‘) der Honour mit einer namengebenden Burg als Verwaltungszentrum (Manor House).
Traditionelle Honours waren:
- The Honour of Huntingdon (Heinrich von Schottland (1114–1152) war Earl of Northumberland und Earl of the Honour of Huntingdon and Northampton, was später zu Earl of Huntingdon verkürzt wurde)
- The Honour of Eye (zur Zeit des ersten Besitzers, William Malet aus dem Haus Malet, † 1071, war die Honour of Eye die größte Lordschaft in East Anglia)
- The Honour of Clare (im Besitz der Familie Clare)
- The Honour of Richmond (im Besitz des Earl of Richmond, also des Herzogs von Bretagne)
- The Honour of Leicester (im Besitz der Familie Grandmesnil)
- The Honour of Chester (im Besitz der Earls of Chester, ein Titel, der heute mit dem des Prince of Wales verbunden ist)

Unter Heinrich II. wurden keine neuen Honours mehr errichtet, vielmehr wollte dieser seine Zentralgewalt stärken. Die meisten Honours fielen an die Krone zurück. Entweder blieben sie in königlichem Besitz oder wurden als Lehn an einzelne Feudalherrn zurückgegeben, jedoch räumlich verkleinert. Obwohl ein Honour mehrere Lehnsgüter umfasste, wurde für alle Güter ein gemeinsamer Gerichtstag abgehalten.